# Leslie Ash
Leslie Ash (*19. února 1960, Clapham, Londýn) je britská herečka. Proslavila se zejména rolí v sitcomu Men Behaving Badly. Její kniha My Life Behaving Badly: The Autobiography byla vydána v roce 2007.
Poprvé se objevila v televizi v roce 1964 v reklamě na prostředek na mytí nádobí Fairy Liquid. Vystudovala nezávislou divadelní školu Italia Conti Academy a začala kariéru jako modelka. V roce 1978 se objevila v britské bláznivé komedii Rosie Dixon - Night Nurse; svoji první hlavní roli hrála ve filmu Quadrophenia z roku 1979. V roce 1983 hrála ve filmu Kletba Růžového pantera. O čtyři roky později se objevila v prvním dílu třetí série sitcomu Home to Roost.